# Pombeiros
Pombeiros – portugalska nazwa określająca Afrykańczyków, którzy trudnili się dostarczaniem niewolników dla portugalskich handlarzy w XVII i XVIII w.